# كريس جييري
كريس جييري (بالإنجليزية: Chris Geere)‏ هو ممثل بريطاني، ولد في 18 مارس 1981 في المملكة المتحدة. بدأ مشواره المهني سنة 2001.

## أعمال

### مسلسلات
- أنت الأسوأ

## وصلات خارجية
- كريس جييري على موقع IMDb (الإنجليزية)
- كريس جييري على موقع ألو سيني (الفرنسية)
- كريس جييري على موقع أول موفي (الإنجليزية)
- كريس جييري على موقع قاعدة بيانات الفيلم (الإنجليزية)
- كريس جييري على موقع كينوبويسك (الروسية)